# 宮崎大學
宮崎大學（日語：みやざきだいがく，英語：University of Miyazaki），是一所位於宮崎縣宮崎市的國立大學。2003年大學設置，簡稱宮大。

## 概況
由原本1949年(昭和24年)設立的舊宮崎大學與1974年(昭和49年)設立的舊宮崎醫科大學合併而成，在2003年(平成15年)10月成為宮崎大學。木花校區(宮崎市)部分有教育與文化學院、農學院、工學院；醫學院的話則是在清武校區(宮崎市清武町)。校長是菅沼龍夫。
舊宮崎大學的前身: 舊制專門學校與師範學校的校地，散布在宮崎市中心各地。有鑿於此，舊宮崎大學在1972年8月進行校地的遷移與整合，於1980年代後半的宮崎學園都市的主要建設中，把主要校區轉移整合到現在宮崎是南部的木花校區。

## 學術單位
| | |
| 教育學院 - 學校教育課程 - 初等教育課程 - 中學校教育課程 - 特別支援教育課程(原:障害兒教育課程) - 人文社會課程 - 語言文化課程 - 社會系統課程 - 地域文化課程(到2007年) - 生活文化課程(到2007年) - 藝術文化課程 - 生活健康課程 - 生活環境課程 - 社會系統課程(到2007年) 農學院 - 植物生產環境科系 - 森林綠地環境科學系 - 海洋生物環境科學系 - 畜產草地科學系 - 應用生物科學系 - 獸醫學系 - 食料生產學系(到2009年) - 生物環境學系(到2009年) - 地域農業系統學系(到2009年) 工學院 - 材料物理工學系 - 物質環境化學系 - 電氣電子工學系 - 土木環境工學系 - 機械系統工學系 - 情報系統工學系 醫學院 - 醫學系 - 護理學系 | 教育學研究所 - 專門職學位課程 - 教職實踐開發專攻（教職研究所） - 碩士課程 - 學校教育支援專攻 - 學校教育專攻(到2007年) 農學研究所 - 碩士課程 - 生物生產科學專攻 - 地域資源管理科學專攻 - 森林草地環境科學詹攻 - 水產科學專攻 - 應用生物科學專攻 - 博士課程 - 鹿兒島大學大學院聯合農學研究所(到2006年) - 山口大學大學院聯合獸醫學研究所(到2009年) 工學研究所 - 碩士課程 - 應用物理學專攻 - 物質環境化學專攻 - 電氣電子工學專攻 - 土木環境工學專攻 - 機械系統工學專攻 - 情報系統工學專攻 農學工學綜合研究所 - 博士後期課程 - 資源環境科學專攻 - 生物機能應用科學專攻 - 物質・情報工學專攻 醫學與護理研究所 - 碩士課程 - 醫學專攻 - 護理學專攻 醫學與獸醫學綜合研究所 - 博士課程 - 醫學與獸醫學專攻 - 高度臨床醫育成課程 - 研究者育成課程 - 高度獸醫師育成課程 |

## 知名校友
- 根井正利 - 生物学家，美国国家科学院院士，京都獎得主，師從木村資生

## 相關項目
- 日本大学列表

## 外部連結
- 宮崎大學（页面存档备份，存于）（日語）